# Huapianus obater
Huapianus obater är en fjärilsart som beskrevs av Frederick H. Rindge 1983. Huapianus obater ingår i släktet Huapianus och familjen mätare. Inga underarter finns listade i Catalogue of Life.